# الخلية الحيوانية المنوية البشرية
الخلية الحيوانية المنوية البشرية هي الخلايا التناسلية أو (الأمشاج) من رجل (ذكر بشري بالغ). أثناء الإخصاب يتّحد الحيوان المنوي مع البويضة. ويشكل الجمع بين الاثنين خلية بيضة، تتطور بعد ذلك إلى مضغة ثم الى  جنين،، وتلد إنسانًا جديدًا.
الحيوانات المنوية هي خلية أحادية الصيغة الصبغية، تحتوي على نسخة واحدة فقط من كل كروموزوم. اتحادها مع البويضة الأحادية الصبغية، يجعل من الممكن تكوين خلية بيض ثنائية الصبغ، تحتوي على نسختين (زوج) من كل كروموسوم.

## هيكل الحيوانات المنوية

مخطط يظهر بنية الحيوانات المنوية

يتكون الحيوان المنوي من جزأين: الرأس والسطوة، مفصولة بالياقة. يتميز بحد أدنى من السيتوبلازم. يمكن السوط من ضمان حركة الحيوانات المنوية وذالك بفضل مساره المنحني، وأيضا عن طريق دوران رأسه بمقدار 180 درجة.
يحوي حجم القذف من 1,5 إلى 5ml، من 200 مليون إلى 300 مليون حيوان منوي.

### الرأس
يتكون رأسه الكمثري، من 3 µm إلى 5 um، من أكبر جزء من نواة الكروماتين الكثيفة للغاية. وهو أكثر الحمض النووي المكتظ كثافة المعروفة في حقيقيات النوى (أكثر من ست مرات كثافة من الكروموسومات الانقسامية للخلايا الجسدية). يتم ضمان هذا التكثيف بواسطة البروتامين، والبروتينات النووية التي يتم إدخالها في الأخاديد الصغيرة للحلزون المزدوج للحمض النووي، ويتم ربط كل بروتامين بالآخر بواسطة جسور ثاني كبريتيد. يتم ضغط النواة في الجزء الخلفي لتشكيل غرسة في الصفيحة القاعدية أو الحلقة الخلفية (بنية كثيفة مع الإلكترونات). ثم يتم تغطية النواة على ثلثيها الأمامي بواسطة الأكروسوم (كيس الغشاء الغني بالأنزيمات المهمة أثناء الإخصاب) الذي يمتد خلفه بواسطة الغطاء أو صفيحة الأكروسوماتية.

### العنق
يفصل العنق الرأس عن السوط. وهو يتألف من مريكز المحاط بـ 9 أعمدة مجزأة أصلها 9 أزواج من الألياف الكثيفة من السوط.

### السوط
يبلغ قياس السوط في المتوسط 60 µm. يتكون من ثلاثة أجزاء: الجزء المتوسط (الذي يحتوي على الميتوكوندريا المرتبة في حلزون وتنتج الطاقة اللازمة لحركة الخلية)، والجزء الرئيسي (الأكثر طولا) والجزء النهائي.

## تشكل الحيوانات المنوية
تتشكل الحيوانات المنوية خلال تكوين الحيوانات المنوية وتكون النطاف، في الأنابيب المنوية من الخصيتين، من خلال سلسلة من الانقسامات الخلوية للخلايا الجرثومية: الانقسام الفتيلي، مرحلة الضرب، ثم الانقسام الاختزالي، وهو الانتقال من التراث الجيني المزدوج (2n) إلى التراث الجيني البسيط (n). وقد أظهرت تجارب وضع العلامات على الخلايا مع الثيميدين الثلاثي، هذه الظاهرة تستمر لما يقرب من 74 يومًا وتحدث في موجات متتالية.
تبدأ العملية أثناء التطور الجنيني، وتتوقف عند الولادة ثم تستأنف عند البلوغ (بين 12 و 16 سنة في المتوسط لدى الرجال) تحت تأثير هرموني. حوالي 40 سنة، يتباطأ ولكنه يستمر حتى نهاية حياة الرجل.
يطرأ على الخصيتين تحول بداية من الأسبوع السابع من الحياة الجنينية، حيث لا يمكن أن تبدأ هذه الظاهرة في وقت سابق. ثم يتم تقسيم الخلايا السرطانية البدائية، عن طريق الانقسام الاختزالي إلى نطاف.
ابتداء من سن البلوغ، يستأنف تكوين الحيوانات المنوية:
تنقسم الحيوانات المنوية إلى تلاثة أنواع وهي: AP, AD, B, AD: هي الخلايا الأولية لتكون الحيوانات المنوية. يتم تقسيم كل AD عن طريق الانقسام الفتيلي إلى 1 AD و AP 1، يسمح AD بتجديد المخزون. بعد ذلك يتم تقسيم كل AP عن طريق الانقسام الفتيلي، إلى اثنين من الحيوانات المنوية من نوع B، هذه الأخيرة تنقسم كذالك إلى اثنين من الحيوانات المنوية من نوع l عن طريق الانقسام الفتيلي.
بما أن هذه هي الانقسامات، فإن جميع هذه الخلايا لها كروموسومات 2n وبالتالي فهي ثنائية الصبغيات.
بعد توسيع، تخضع l للانقسام الاختزالي. في نهاية هذا الانقسام (القسم الأول)، كل خلية منوية من النوع الأول l تنقسم لتعطي خليتين منويتين من نوع ll مع كروموسومات n وبالتالي تكون أحادية الصيغة الصبغية. هذا مهم جدًا لأن هذا هو المكان الذي يتم فيه توزيع الكروموسومات الجنسية X و Y، كل خلية منوية II لها 1 X أو 1 Y (باستثناء الشذوذ).
تخضع الخلايا المنوية II للقسم الثاني من الانقسام الاختزالي ويعطي كل منها نطافين، كل كروموسوم منهما مصنوع فقط من كروماتيد، أي جزيء DNA واحد.
أخيرًا، أثناء تكوين الحيوانات المنوية يعطي كل حيوان منوي واحد نطفة.
من الناحية المثالية، يجب أن يكون لدى المرء من AP spermatogonia:
- أولا: 2 من الحيوانات المنوية B يتم الحصول عليها عن طريق الانقسام الفتيلي
- ثم 4 خلايا منوية I (يتم الحصول عليها عن طريق الانقسام الفتيلي)؛
- ثم 8 خلايا منوية II (تم الحصول عليها عن طريق الانقسام الاختزالي I)؛
- ثم 16 حيوانًا منويًا (تم الحصول عليها عن طريق الانقسام الاختزالي II)؛
- ثم أخيرًا 16 حيوانًا منويًا في نهاية تكوين الحيوانات المنوية، وهو ليس انقسامًا بل تمايزًا.

عند الحالة الطبيعية (جسم حي)، يتحلل عدد كبير من هذه الخلايا بسبب موت الخلايا المبرمج (حوالي 25%)، خاصة بين الخلايا المنوية الأولى والحيوانات المنوية، مما يعني أن كل حيوان منوي AP لا يعطي بالضرورة 16 حيوانًا منويًا.
وتجدر الإشارة أيضًا إلى أن جميع هذه المراحل يمكن ملاحظتها في نفس الوقت تحت المجهر، على مقطع عرضي من الأنبوب المنوي، لأنها موزعة زمنياً ومركزياً. وبالتالي، فإن الخلايا الخارجية الأكثر مركزية هي الحيوانات المنوية (في تجويف الأنابيب، أي المساحة «الفارغة» في المركز).
يستغرق نقل الحيوانات المنوية من الخصية إلى القذف في المتوسط 12 يومًا (من يوم واحد على الأقل إلى 21 يومًا كحد أقصى).

## من القذف إلى الإخصاب: طريق الحيوانات المنوية
أثناء الجماع، يتم دفع الحيوانات المنوية إلى المهبل عن طريق قذف الحيوانات المنوية.
ثم يتم العثور عليها أمام مدخل عنق الرحم، في المهبل أي عند: القشرة المهبلية. تكون الإفرازات المهبلية حمضية إلى حد ما، ويموت العديد من الحيوانات المنوية في المراحل الأولى من رحلتهم، على الرغم من حماية السائل المنوي، القلوي قليلاً.
إن «هدف» الحيوانات المنوية هو الوصول إلى البويضة، حيث يكون الأخير بالقرب من المبيض الذي يطارده، يتم الإخصاب في الجزء الأمبولي (اللمبة الأنبوبية) من قناة فالوب المجاورة.
تم اقتراح فرضيات مختلفة لشرح اتجاه الحيوانات المنوية نحو البويضة:
- الانجذاب الكيميائي: جسم المبيض والخلايا الجريبية للخلايا البيضية تفرز هرمون البروجسترون الذي يحفز مستقبلات CatSper [الإنجليزية] تقع على سوط الحيوانات المنوية، وتوجه الأخيرة حركاتها وفقًا لتركيز هذا الجزيء. بالإضافة إلى ذلك، يعمل البروجسترون بشكل مفرط على تنشيط سوط الحيوانات المنوية التي تصبح حركاتها أكثر قوة.[2]
- تكيف حراري وانجذاب تياري سباحة الحيوانات المنوية السلبية ضد التيار.[3]

لتحقيق ذلك، يجب أن تمر الحيوانات المنوية تباعًا.
- يمنع عنق الرحم من المخاط أو cervix uteri.
- الرحم أكثر «مضيافا» للحيوانات المنوية بسبب إفرازاتها القلوية.
- أزيد من 50% من الحيوانات المنوية تتواجد في قناة فالوب التي تحتوي على البيضة.

من بين 200 مليون حيوان منوي تقريبًا، ينجح في المرور بضع مئات فقط إلى قناة فالوب.
مخاط عنق الرحم عبارة عن شبكة من عديدات السكاريد المخاطية التي يختلف هيكلها اعتمادًا على دورة المبيض للمرأة. المخاط قابل للاختراق للغاية قبل يومين إلى 3 أيام من الإباضة بسبب إفراز الإستروجين بواسطة الجريب الناضج، ولكنه مقاوم للماء مباشرة بعد الإباضة بسبب إفراز البروجسترون من الجسم الأصفر (الجريب السابق). هذه الآلية تجعل من الممكن تخصيب بويضة واحدة مبيضة طازجة فقط، لأنه إذا كان هناك إخصاب، يمكن أن يكون الحيوان المنوي فقط في الجهاز التناسلي الأنثوي في وقت الإباضة.
في هذه المرحلة، يعلق الحيوان المنوي في خبايا عنق الرحم، وهي ثنايا البطانة الداخلية لعنق الرحم. مما يفسر بقاء الحيوانات المنوية في الجهاز التناسلي الأنثوي بعد الجماع لمدة 48 ساعة ولكن نادرًا ما يكون أكثر، لأن الحيوانات المنوية لها عمر محدود (يومان في المتوسط، بحد أقصى 5 أيام). يسمح نظام الخزان هذا بإطلاق الحيوانات المنوية لمدة 72 ساعة تقريبًا. يعمل المخاط أيضًا كمرشح لأن الحيوانات المنوية ذات التشوهات سوف تجد صعوبة أكبر في تمرير «الشقوق».
إن مسار تجويف الرحم مهم جدًا لأن هذا هو المكان الذي يخضع فيه الحيوان المنوي للسعة، وهو نضج وظيفي للأخير. حيث يتم إعادة تنظيم غشاء البلازما مع حصول انخفاض في كمية الكوليسترول بشكل خاص، مما يزيد من سيولة الغشاء. هذه الخطوة هي شرط أساسي للتفاعل الأكروسومي، وهو ضروري للتخصيب. تتجلى السعة من خلال حركة مفرطة من الحيوانات المنوية (بسبب زيادة تركيز أيونات الكالسيوم 2+ في السيتوبلازم)، وهو ما يقابل زيادة في الضربات السوطية ومسار نموذجي يشبه الكوة. علاوة على ذلك، لا يمكن للحيوانات المنوية التي لا تمتلك هذا النوع من المسار أن تمر من مخاط عنق الرحم الذي يشبه شبكة من الشبكات التي يتم فيها التقاط بالضرورة تلك التي تتحرك في خط مستقيم.
الخطر على قدرة الحيوانات المنوية على مقابلة البويضة هو أنها تؤدي رد فعلها الأكروسومي بشكل عفوي. في هذه الحالة، لن تكون خصبة، ولكن ربما سهلت الطريق للآخرين.
الأهم من ذلك، لا تخضع جميع الحيوانات المنوية للسعة في نفس الوقت. وبهذه الطريقة، قد يكون لدى أولئك «المتأخرين» في نضوجهم فرصًا أكبر في تنفيذ مكثفاتهم ثم تفاعلهم الأكروسومي قبل وقت قصير من لقاء البويضة وكونهم الحيوانات المنوية المخصبة.
أثناء الإخصاب، يتم تدمير الميتوكوندريا الحيوانات المنوية بواسطة خلية البويضة. هذا يؤدي إلى الحفاظ على الميتوكوندريا الأمومية، وهو أمر مفيد أثناء دراسات الأنساب. فقد تم اكتشاف مؤخرًا أن الحمض النووي للميتوكوندريا يمكن أن يكون مؤتلفًا.

## اختيار الحيوانات المنوية الملقحة
خلافا للاعتقاد الشائع، وكما تظهر مقاطع فيديو الحيوانات المنوية التي تحيط بالبويضة، فإن أول حيوان منوي يصل إلى البويضة ليس دائمًا هو الذي يخصبها. في العديد من الأنواع، العديد من الحيوانات المنوية التي تتلامس مع البويضة «تجمع» محتويات الأكروسومات، أي الإنزيمات، لجعل غشاء البويضة منفذاً إلى واحد منهم فقط.
يسمح الانجذاب الكيميائي للحيوانات المنوية بواسطة البويضة إلى مقابلة الأمشاج. وقد تم تجريبه في الأنواع الحيوانية ذات الإخصاب الخارجي مثل قنافذ البحر، بخ البحر أو قنديل البحر. تم توثيق الانجذاب الكيميائي بوضوح في بعض الفقاريات (الرنجة على سبيل المثال)، ولكنه لا يزال خاضعًا للجدل بالنسبة للثدييات. الجزيئات المنبعثة من البويضة يمكن رؤيتها بواسطة الحيوانات المنوية بتركيزات منخفضة للغاية (من النوع الهرموني)، كل نوع يتعرف على توقيعه الخاص. يعتبر الانجذاب الكيميائي فعالًا فقط في المنطقة المجاورة مباشرة للبويضة، والتي تجذب تدريجيًا مجموعة متزايدة من الحيوانات المنوية، مما يزيد من فرص مواجهة الأمشاج.

## تحديد الجنس
يتم تحديد جنس الفرد من خلال نظام XY: لدى النساء كروموسوم X (XX) بينما الرجال لديهم كروموسوم X وكروموسوم Y (XY). تحتوي البويضة دائمًا على كروموسوم X، بينما يحتوي الحيوان المنوي على كروموسوم X أو كروموسوم Y، وبالتالي فإن الحيوانات المنوية المخصبة هي التي ستحدد جنس الجنين: إذا كان يحتوي على كروموسوم X، فسيكون الطفل فتاة (XX)، إذا كان يحتوي على كروموسوم Y، فسيكون الطفل صبيًا (XY).
لذلك يتم تحديد جنس الطفل من الإخصاب، ولا يمكن لأي سلوك أو نظام غذائي أثناء الحمل تغييره.
في سبعينات القرن الماضي، اقترح Landrum Shettle طريقة مقدمة علميا لتعزيز فرضية معرفة نوعية الجنس، بناءً على فكرة أن الحيوانات المنوية "Y" كانت أسرع ولكن أكثر هشاشة من الحيوانات المنوية "X"، وأنهم محرومون أيضًا في بيئة حمضية. وهكذا تتكون طريقة Shettle في اختيار لحظة الدورة، وموقف الشركاء وحتى استحسان النشوة الجنسية الأنثوية وفقًا للجنس المطلوب للطفل.
ومع ذلك، أظهرت دراسة علمية في عام 1995 أن جنس الطفل لا يعتمد على وقت الدورة، مما يسيء إلى حد كبير الأسس العلمية لطريقة شتل.

## طبيعية وشذوذ

### ما هو الحيوان المنوي الطبيعي؟
يعتبر علم الذكورة أن الحيوانات المنوية الطبيعية التي تتوافق خصائصها مع خصائص الحيوانات المنوية التي تمت دراستها بعد جمعها في مخاط عنق الرحم قبل التبويض هي التي تمكنت من الوصول إليها. أما الحيوانات المنوية الأخرى، مهما كانت تشوهاتها الجسدية أو الحركية، فقد تم إبطائها أو الاحتفاظ بها بواسطة المرشح الطبيعي الذي يشكل مخاط عنق الرحم. تعتبر النسبة المئوية للحيوانات المنوية «العادية» وعددها مؤشرين على قوة التسميد للحيوانات المنوية. يتميز الحيوان المنوي الطبيعي:
- رأس بيضاوي بمخطط منتظم، بطول (المحور الرئيسي) من 5 ميكرومتر وعرض (المحور الصغير) من 3 ميكرومتر؛ لا يعتبر طول الرأس و / أو العرض الأصغر قليلاً غير طبيعي إذا ظلت نسبة المحور الرئيسي / المحور الصغير قريبة من 1.66 (من 1.33 إلى 2)
- أكروسوم يقابل 40 إلى 70% من سطح الرأس. يجب أن يكون مخططها منتظمًا وملمسًا متجانسًا.
- قطعة وسيطة، بالكاد مرئية في الفحص المجهري التقليدي الذي يجب أن يكون محاذاة بشكل جيد فيما يتعلق بمحور الرأس، وقياس 1.5 إلى 1.9 مرة طول الرأس، بقطر 0.6 إلى 0.8 ميكرومتر. يجب أن يكون مخططها منتظمًا وملمسًا متجانسًا. لا يعد وجود بقايا سيتوبلازمية طفيفة في هذا المستوى معيارًا للخلل.
- جزء رئيسي (معظم السوط) يقيس حوالي 10 أضعاف طول الرأس (أي 45 ميكرومتر) بقطر 0.4 إلى 0.5 ميكرومتر. يجب أن يكون مظهره متجانسًا وأن يكون محيطه منتظمًا.

تحت المجهر، لا يكون الحيوان المنوي دائمًا موازيًا للمستوى. لذلك يجب على المراقب أن يغير عمق مجال الصورة باستخدام المسمار الميكرومترى لمراقبة طوله بشكل صحيح، بما في ذلك السوط. يعتبر التكبير 1700x على الأقل ضروريًا للمراقبة الجيدة (ومع ذلك يمكننا ملاحظة وجود الحيوانات المنوية في السائل المنوي ابتداء من 100x).
خلال الفحص الطبي الذي يتم خلاله تحليل الخصائص المختلفة للحيوانات المنوية، وهو فحص يسمى فحص السائل المنوي، يمكن الكشف عن أن عددًا كبيرًا من الحيوانات المنوية يتم تكوينها بشكل غير طبيعي؛ نحن نتحدث عن وجود نخر مسخي عندما يكون أقل من 50% (أو أقل من 30% من الحيوانات المنوية الطبيعية ومنظمة الصحة العالمية). يصنف التشخيص المكرر الحيوانات المنوية وفقًا لخللها الوظيفي (الحيوانات المنوية غير المنقولة أو السيئة الحركة) و / أو إلى أربع فئات وفقًا لأنواع معينة من التشوهات الجسدية:
- تشوهات الرأس، مع الفئات الفرعية:
  - صغر الرأس.
  - كبر الرأس.
  - رأس ممدود بشكل غير طبيعي.
  - رأس غير منتظم.
- شذوذ الجزء المتوسط:
  - بقايا سيتوبلازمية
- الشذوذات السارية:
  - سوط زاوي.
  - سوط ملفوف.
- الأشكال المبطنة:
  - مشيرا إلى الأجزاء التي تضاعفت.

في المختبر، لأغراض اختبارية معينة، يمكن فصل الحيوانات المنوية عن البلازما المنوية عن طريق الطرد المركزي (عند 600 غرام لمدة 5 دقائق)، ثم يتم غسلها (على سبيل المثال عن طريق ممرين لمدة 5 دقائق في تيرود.

## التهابات الحيوانات المنوية البكتيرية أو الفيروسية
وقد لوحظ في المختبر تحت المجهر أن البكتيريا من نوع الميكوبلازما (M. genitalium) يمكن أن ترتبط بالحيوانات المنوية من خلال طرفها (المعروف أنها تحتوي على بروتين لاصق، وهو ما يؤكده الفحص المجهري بالأشعة السينية). في وجود البكتيريا، تلتصق الميكوبلازما بالرأس والقطعة المتوسطة وذيل الحيوانات المنوية. يلاحظ تجميد الحيوانات المنوية بشكل عام عندما يتم إرفاق العديد من البكتيريا بها، ولكن بعض الحيوانات المنوية تبقى متحركة وتبدو قادرة على نقل M.genitalium (في هذه الحالة، يتم إرفاق الميكوبلازما بدلاً من ذلك بالجزء الوسيط أو في المنطقة وقد شوهد العنق وأحيانًا M.genitalium على الرأس، ولكن ليس على ذيل الحيوانات المنوية).
نجد على سطح الحيوانات المنوية جزيء يدعى كبريتات الهيباران التي ترتبط بها الجسيمات الفيروسية، ولا سيما جزيء فيروس نقص المناعة البشرية (فيروس نقص المناعة البشرية) الذي يمكن أن يؤدي إلى الإيدز.

## المرتقب
في مواجهة انخفاض تكوين الحيوانات المنوية الذي لوحظ عند عدد كبير من الرجال مشاكل وكذالك فيما يخص الخصوبة المتزايدة لدى الأزواج الذين يرغبون في الأطفال، يهتم الباحثون بالاستنساخ بإمكانية إنتاج الحيوانات المنوية من الخلايا الجذعية، وهكذا، عملت جامعة نيوكاسل في عام 2008 وفقًا لمجلة New Scientist، في إنتاج الحيوانات المنوية الذكرية من الخلايا الجذعية للنساء البالغات، بينما تعمل فرق أخرى على استخراج البويضات النابعة من الخلايا الجذعية القادمة من نخاع العظام الذي يمكن أن يخلق أمشاج ذكر أو أنثى. الفريق الإنجليزي بقيادة Karim Nayernia [الإنجليزية]، طبيب إيراني، أنشأ بالفعل الحيوانات المنوية (سلائف تكوين الحيوانات المنوية) وفقًا لمجلات New Scientist و Telegraph. في avril 2007 أبريل 2007 قام باحثون ألمان من جامعة غوتنغن، حول كريم نيرنيا، بتحويل خلايا نخاع العظم من رجل بالغ إلى نطاف. في عام 2008، حصلوا بالفعل على حيوان منوي قادر على تخصيب البويضات من الفئران عبر الخلايا الجذعية التي تحولت إلى حيوانات منوية، بعد أن تم حقن الأخير في خصية فأر آخر. بالإضافة إلى السؤال الأخلاقي، يمكن أن يواجه هذا البحث استحالة القيام به بدون كروموسوم Y الغائب عند النساء، وربما ضروريًا لتكوين الحيوانات المنوية.

## مقالات ذات صلة
- حيوان منوي
- تكون الحيوانات المنوية

## روابط خارجية
- الإنطاف - الفيزيولوجيا التكاثريّة الذكريّة(بالإنجليزية)
- أنيمايشن لعمليّة الإنطاف(بالإنجليزية)